# Oberon (poème)
Pour les articles homonymes, voir Obéron.
Oberon est une épopée en quatre chants du poète allemand Christoph Martin Wieland parue en 1780.
Considéré parmi les nombreux écrits de Wieland, comme son chef-d’œuvre dans ce genre, Oberon tire son sujet de la légende d’origine française traitée dans la grande chanson de geste, Huon de Bordeaux.
La gracieuse originalité d’Oberon est fournie par la manière dont Wieland unit la complaisance d’imagination à la fine raillerie pour développer le merveilleux.

## Trame
Le chevalier Huon, envoyé en Palestine, n’a pas craint de demander la fille du sultan en mariage. Il a pour lui le secours invisible et tout-puissant du génie Oberon et de la fée Titania. Il possède un cor magique, dont le son fait entrer en danse tous les graves personnages de la cour, imams et vizirs, qui s’opposent au mariage.
Grâce à Oberon, les deux amants sont emportés sur un char ailé et, dans leur course vertigineuse, ils sont mis à l’abri de tout effroi par la pleine sécurité de leur amour. Un sentiment un peu profane a amené la belle Amanda à embrasser la foi chrétienne, mais le génie Oberon leur a fait prêter le serment de ne pas se donner l’un à l’autre avant leur arrivée à Rome. Les transports de la passion leur ayant fait oublier leur engagement sacré sur le vaisseau qui les ramène en Europe, une effroyable tempête les arrache à leur bonheur et ils sont jetés dans une île inhabitée.
Un fils est né, dans le désert, de leur amour trop impatient ; les joies et les douleurs se succèdent, les épreuves auxquelles Oberon et Titania soumettent les deux époux se multiplient ; mais rien n’épuise leur constance, et le bonheur leur est enfin permis par les génies qui, en les châtiant, n’ont cessé de veiller sur eux.

## Analyse
Toutes ces fictions, gracieuses ou insensées, sont mises en œuvre d’une manière qui rappelle les meilleurs maîtres de la fantaisie poétique, dans tous les pays. Les détails du vaste récit sont traités avec une grâce infinie et l’ensemble, malgré quelques longueurs, est proportionné et complet. La versification harmonieuse et élégante est, dans l’original, un charme de plus. Oberon a été traduit dans toutes les langues, l’a été plusieurs fois en français : par le capitaine Bouton (Berlin, 1781, in-8°), par d’Holbach fils (Paris, 1800, in-8°), etc.

## Influence

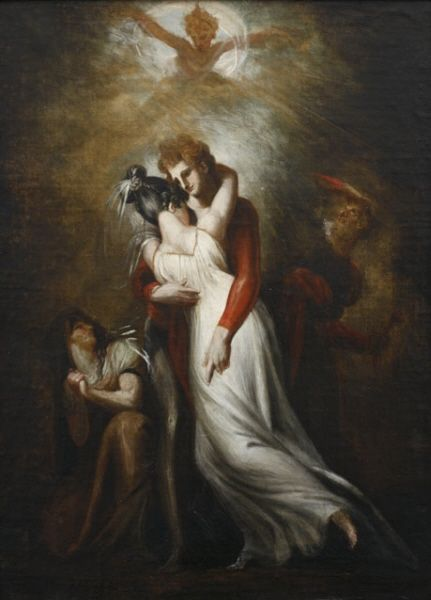
Huon et Rezia réunis (1804-1805), par Johann Heinrich Füssli.

Le poème a inspiré à Johann Heinrich Füssli une série de tableaux qui ont été reproduits en gravure dans la deuxième édition anglaise de l'ouvrage, parue en 1805.
Oberon a par la suite fourni le livret de l’opéra de Weber, Oberon (1826), qui, comme de nombreuses traductions lyriques des chefs-d’œuvre littéraires, a ajouté à la popularité du sujet, en rejetant le poème original dans l’ombre.

## Source
- Gustave Vapereau, Dictionnaire universel des littératures, Paris, Hachette, 1876, p. 2075.